# Genpool
Der Genpool bezeichnet die Gesamtheit aller Genvariationen (Allele) einer Population und ist ein Begriff in der Populationsgenetik und Populationsökologie.
Existiert für ein bestimmtes Gen nur ein Allel in der gesamten Population, so ist die Population für diesen Genort monomorph. Existieren mehrere/viele unterschiedliche Versionen des Gens in der Population, so ist sie für dieses Gen polymorph.
Haben die betrachteten Lebewesen mehr als einen Chromosomensatz, kann die Gesamtzahl der Allele im Genpool größer sein als die Anzahl der Organismen. Meist ist die tatsächliche Anzahl der Allele jedoch wesentlich geringer. Im Fall starker Inzucht kann es zu monomorphen Populationen mit nur einer Version eines bestimmten Gens in der gesamten Population kommen. Ähnliche Effekte treten auch bei natürlichen Formen starker Selektion auf. Meist ist nicht nur das selektierte Gen selbst, sondern auch ein mehr oder weniger breiter angrenzender Bereich der DNA durch auffallend geringe Variabilität im Vergleich zum übrigen Genom gekennzeichnet. Dies liegt daran, dass die Selektion nicht an dem isolierten Gen selbst, sondern an einem (das eigentlich selektierte Gen enthaltenden) Abschnitt des betreffenden Chromosoms ansetzt, der durch Rekombination zufällig begrenzt ist. Dieser Effekt wird "genetic sweep" (in etwa: genetisches Auswischen) genannt.
Ein Maß für den Umfang des Genpools einer Population ist die effektive Populationsgröße, abgekürzt als Ne. Eine menschliche Population mit ihrem diploiden Chromosomensatz hat also theoretisch maximal doppelt so viele Allele eines Gens wie Individuen, das heißt: Ne ≤ 2 * N (der eigentlichen Populationsgröße). Ausgenommen die Geschlechtschromosomen.
Die Größe des Genpools einer Art ist zeitlich variabel. Faktoren, die den Genpool vergrößern, sind Mutationen und Introgression (Einkreuzen von Allelen aus verwandten Populationen oder Arten). Selektion und Gendrift verkleinern den Genpool hingegen, Selektion in gerichteter Weise, Gendrift in zufälliger. Wenn keiner dieser Faktoren wirksam ist, bleibt der Genpool von Generation zu Generation konstant, dies wird als Hardy-Weinberg-Gleichgewicht bezeichnet.
Ein größerer Genpool mit vielen unterschiedlichen Varianten einzelner Gene führt dazu, dass die Nachfahren einer Population besser an eine veränderte Umwelt angepasst sein können. Die Allel-Frequenz kann sich sehr viel schneller solchen Veränderungen anpassen wenn die entsprechenden Allele schon vorhanden sind, als wenn sie erst durch Mutation neu entstehen müssten. Umgekehrt kann es von Vorteil sein, in einer immer gleich bleibenden Umwelt einen möglichst kleinen Genpool zu besitzen, damit nicht durch Zufall zu viele ungünstige Allel-Kombinationen entstehen.
In der Pflanzenzüchtung unterscheidet man zwischen einem primären, sekundären und tertiären Genpool. Zum primären Genpool gehören jeweils eine Kulturart und weitere problemlos einkreuzbare Arten. Zum sekundären Genpool gehören zusätzlich solche Arten, die nur mit Schwierigkeiten einkreuzbar sind und zum tertiären Genpool weitere Arten, die nur mit speziellen Verfahren wie der Embryokultur eingekreuzt werden können.

## Geschichte
Der russische Genetiker Alexander Serebrowski formulierte das Konzept des Genpools (genofond) in den 1920er Jahren in der Sowjetunion. Theodosius Dobzhansky brachte das Konzept in die USA und übersetzte es als „gene pool“.

## Anwendung in der Züchtung
Durch Züchtung, speziell durch Inzucht, können unerwünschte Gene aus dem Genpool herausgezüchtet werden. Die Population wird dann bezüglich erwünschter Merkmale homogener. Durch zu viele monomorphe Genloci und damit reduzierte Anpassungsfähigkeit an wandelnde Umweltbedingungen neigen solche Inzuchtlinien allerdings zur Inzuchtdepression. Durch Kreuzung mit Individuen anderer Sorten kann die Fitness und der Ertrag dann stark ansteigen (Heterosis-Effekt). Durch Einkreuzen von nicht zu der Population gehörenden Individuen kann die Größe des Genpools erhöht werden.